# Berlin tömegközlekedése
Berlin tömegközlekedése több részre tagolódik: a vasútra, a közútra, a légi- és a vízi járatokra.

## Légi

Berlin repülőterei

Berlinben egy nagy nemzetközi repülőtér található, a Berlin-Brandenburg repülőtér. Ez a reptér a vezető légitársaságok (Lufthansa, Eurowings, EasyJet, Ryanair, Wizz Air) bázisa. Építése 2006-ban kezdődött, végül 2020. október 31-én vették használatba. Leghosszabb kifutópályája 4 kilométer hosszú. Maximális kapacitása 46 000 000 fő.
Korábbi két nagy repülőterét, a Tegel és Schönefeld 2020-ban zártak be, közvetlen az új BER megnyitása után. Az egykori harmadik repülőtér Tempelhof volt, de ezt 2008-ban lakossági nyomásra, népszavazás eredményeképpen bezárták. A Schönefeldről és a Tegelről (amelyek azokról a városrészekről kapták a nevüket, ahol találhatóak) 2010 nyarától 166 célállomás volt érhető el közvetlen járatokkal. 2008-ban az utasforgalom a Schönefelden 6 600 000 fő volt, míg a Tegelen 14 500 000 fő.

## Vasút

### Metró (U-Bahn)

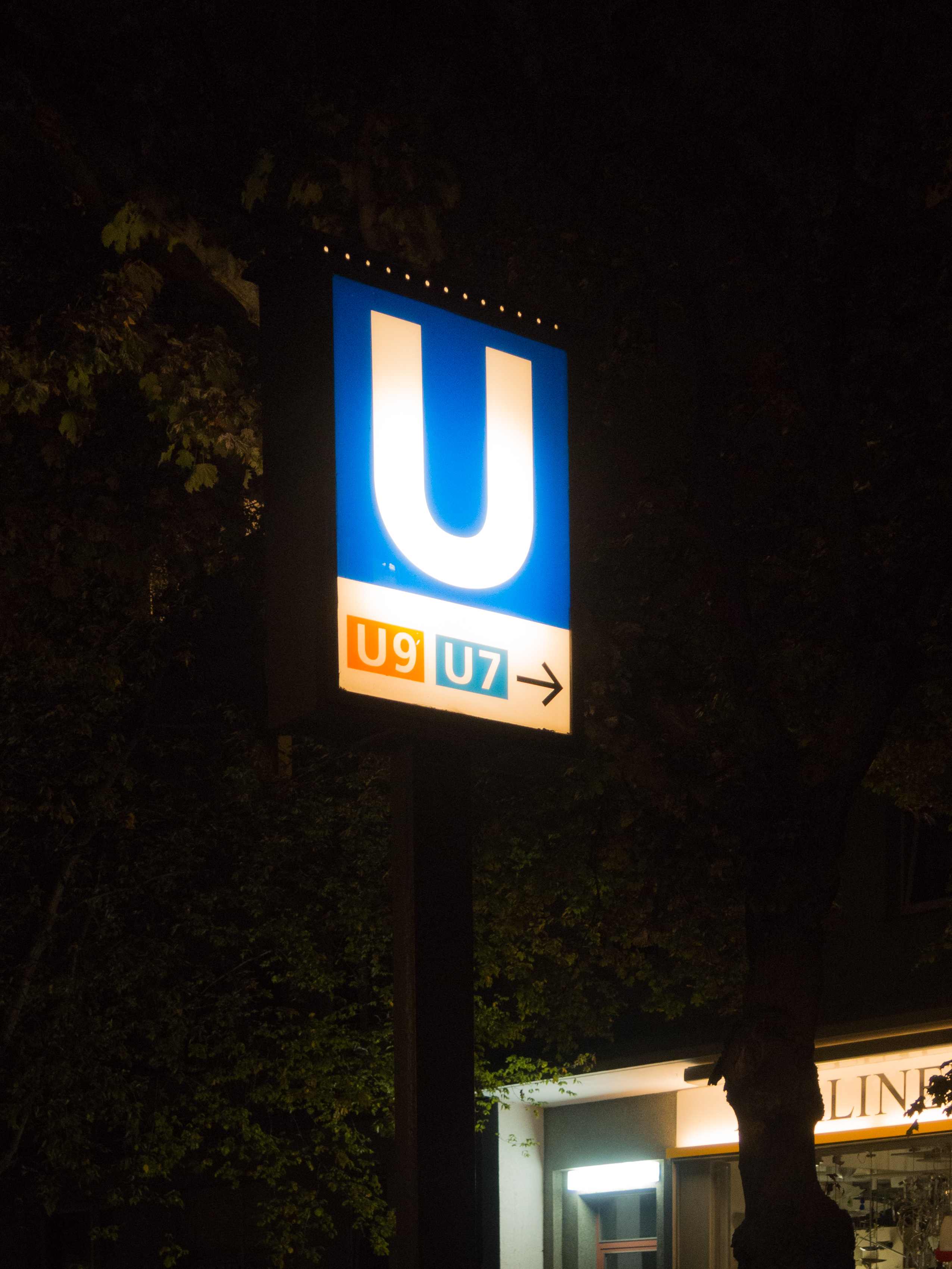
Metró táblája a Berliner Straße megállóhelynél

Napjainkban 9 vonal és 175 állomás található. A metrórendszer 80%-a föld alatt, a fennmaradó része a föld felett fut. Csúcsidőben a szerelvények 2-5 percenként, a nap többi részében 5 percenként, esténként 10 percenként követik egymást.
Bár kezdetben mindkét oldal lakossága előtt nyitott maradt a hálózat, a berlini fal építésétől kezdve a keletnémet hatóságok korlátozták a határátkelést. A nyugatról érkező keleti vonalakat „lemetszették”. A német újraegyesítés után a hálózatot ismét megnyitották és teljes egészében összekötötték. Jelenleg Németország legkiterjedtebb metróhálózata.
| Vonal | Útvonal                             | Építés    | Hossz   | Állomások száma | Állomások átlagos távolsága | Menetidő | Átlagsebesség |
| ----- | ----------------------------------- | --------- | ------- | --------------- | --------------------------- | -------- | ------------- |
| U1    | Uhlandstraße ↔ Warschauer Straße    | 1902–1926 | 9,0 km  | 13              | 692 m                       | 21 perc  | 26,3 km/h     |
| U2    | Pankow ↔ Ruhleben                   | 1902–2000 | 20,7 km | 29              | 714 m                       | 47 perc  | 26,4 km/h     |
| U3    | Krumme Lanke ↔ Warschauer Straße    | 1913–1929 | 18,9 km | 24              | 793 m                       | 40 perc  | 28,4 km/h     |
| U4    | Nollendorfplatz ↔ Innsbrucker Platz | 1910      | 2,9 km  | 5               | 580 m                       | 6 perc   | 28,6 km/h     |
| U5    | Hauptbahnhof ↔ Hönow                | 1930–2020 | 22,4 km | 26              | 920 m                       | 41 perc  | 33,6 km/h     |
| U6    | Alt-Tegel ↔ Alt-Mariendorf          | 1923–1966 | 19,9 km | 29              | 686 m                       | 38 perc  | 31,4 km/h     |
| U7    | Rathaus Spandau ↔ Rudow             | 1924–1984 | 31,8 km | 40              | 795 m                       | 57 perc  | 33,7 km/h     |
| U8    | Wittenau ↔ Hermannstraße            | 1927–1996 | 18,0 km | 24              | 750 m                       | 36 perc  | 30,1 km/h     |
| U9    | Rathaus Steglitz ↔ Osloer Straße    | 1961–1976 | 12,5 km | 18              | 694 m                       | 23 perc  | 32,7 km/h     |

### S-Bahn

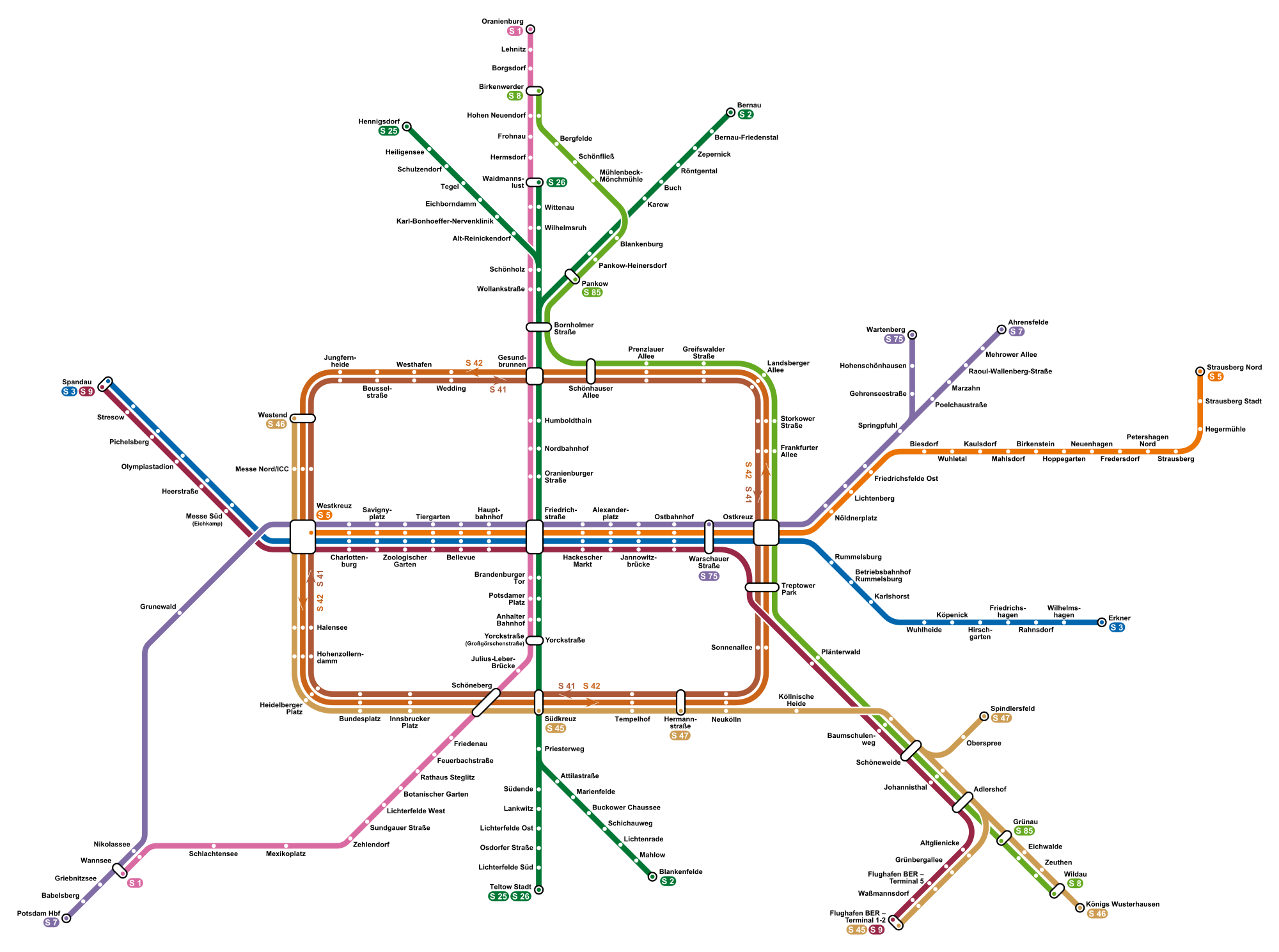
A berlini S-Bahn hálózat

Berlinben az S-Bahn klasszikus definícióját kielégítő, a múlt század eleje óta fennálló elővárosi gyorsvasúti rendszer található. A német definíció szerint ugyanis csak akkor beszélhetünk valódi S-Bahn-ról, ha a nagy népsűrűségű körzetet kiszolgáló ütemesen közlekedő vasút infrastruktúrájában (960 mm-es magasságú peron, eltérő jelzőberendezések ill. feszültségszint stb.) is elkülönül a nagyvasúti rendszertől.
Berlin fejlődése az újraegyesítés óta nem csak építészetileg, de a tömegközlekedés szempontjából is rohamléptekkel halad. Ezt jól tükrözi az 1992-ben aláírt, 500 db kétrészes vonat szállításáról szóló szerződés is, mely megindította a mintegy 1500 járművet számláló elővárosi flotta cseréjét.

### Villamos
Főleg a város keleti részén sűrű a villamoshálózat, a nyugati oldalon a hálózatot az újraegyesítés előtt teljesen felszámolták, ma néhány utólag épített szakasz működik. 2004-től kiemelt villamosjáratokat hoztak létre, melyeket "MetroTram"-nak neveztek el, jelzésük egy "M" betű és a viszonylatszám.
A járműállomány főleg a Bombardier Flexcity és Tatra KT4D típusú szerelvényekből áll.

## Külső hivatkozások
- A BVG honlapja
- A berlini S-Bahn honlapja